# Arpin (Wisconsin)
Arpin – miasto w Stanach Zjednoczonych, w stanie Wisconsin, w hrabstwie Wood.